# San Cipriano Picentino
San Cipriano Picentino es una localidad y comune italiana de la provincia de Salerno, región de Campania, con 6.594 habitantes.

## Evolución demográfica
| Gráfica de evolución demográfica de San Cipriano Picentino entre 1861 y 2001 |
|                                                                              |
| Fuente ISTAT - elaboración gráfica de Wikipedia                              |